# 只想說愛你
只想說愛你（In Case You Didn't Know）是英國歌手奧利·莫爾斯的第二張錄音室專輯，發行於2011年11月25日。專輯的首個單曲Heart Skips a Beat在2011年8月19日公開，另一支單曲Dance with Me Tonight在2011年11月20日發行。只想說愛你曾排名英國專輯排行榜第二名，首周銷量達108,000張。